# N884 (België)
De N884 is een gewestweg in de Belgische provincie Luxemburg. Deze weg vormt de verbinding tussen Bertrix en Muno nabij de Franse grens, waar de weg verder loopt als de D19 naar Messincourt.
De totale lengte van de N884 bedraagt ongeveer 31 kilometer.

## Plaatsen langs de N884
- Bertrix
- Mortehan
- Herbeumont
- Sainte-Cécile
- Muno

## N884a
De N884a verbindt de N884 met de N83 ter hoogte van de dorpskern van Sainte-Cécile. De totale lengte van de N884a bedraagt ongeveer 600 meter.